# Karl Böttcher
Karl Böttcher foi um general alemão durante a Segunda Guerra Mundial, comandando diversas divisões de campo. Nasceu em Thorn (Torun) em 25 de Outubro de 1889, faleceu em Bad-Wimpfen em 9 de Fevereiro de 1975.

## Biografia
Karl Böttcher entrou para o Exército como um oficial cadete na artilharia em 1909. Durante a Primeira Guerra Mundial (1914-18) ele lutou em várias unidades de artilharia, subindo para a patente de Hauptmann (1917). Ele seguiu com a sua carreira militar no período de entre-guerras.
Como um Oberst no início da Segunda Guerra Mundial, se tornou um Generalmajor em 1 de Março de 1940 e Generalleutnant em 1 de Março de 1942. Ele comandou a 21ª Divisão Panzer de 1 de Dezembro de 1942 até 18 de Fevereiro de 1942 e após várias outras unidades principais (326ª Divisão de Infantaria e 347ª Divisão de Infantaria) antes de assumir o posto de comando do H.Arko 305. Em 10 de Março de 1945, ele foi um General der Artillerie z.b.V. e comandante oficial do 2º Exército Panzer.
Ele foi feito prisioneiro em 8 de Maio de 1945 e libertado em 1947. Ele faleceu em Bad-Wimpfen em 9 de Fevereiro de 1975.

## Condecorações
Foi condecorado com a Cruz de Cavaleiro da Cruz de Ferro (13 de Dezembro de 1941).